# Priego de Córdoba
Priego de Córdoba is een gemeente in de Spaanse provincie Córdoba in de regio Andalusië met een oppervlakte van 288 km². In 2012 telde Priego de Córdoba 23.456 inwoners.

## Bezienswaardigheden
- Balcón del Adarve

De Balcón del Adarve is de naam van een boogvormige straat die in het oosten de barrio de la Villa omgeeft. Het balkon ligt 55 meter hoog en biedt een indrukwekkend zicht op het omliggende landschap. Drie fonteinen verstrekken er constant drinkwater.
- Barrio de la Villa

Deze wijk dateert uit de middeleeuwen en is van Arabische oorsprong. De wijk ligt in het midden van de historische kern van Priego. De straatjes zijn er heel smal en kronkelend en de gevels van de witgekalkte huizen zijn overdadig met bloempotten en planten opgesmukt. In 1972 werd de barrio uitgeroepen tot Conjunto Histórico-Artístico.
- Carnicerías Reales

Deze voormalige koninklijke slachthuizen dateren uit de 16e eeuw en worden als overdekte markt gebruikt. De voorgevel is maniëristisch van stijl.
- Castillo

Deze Arabische vesting werd na de reconquista in de 13e-14e eeuw hervormd. Vooral de Torre del homenaje is het vermelden waard.
- Fuente del Rey

De fontein werd in barokstijl aangelegd in 1803. Ze werd Patrimonio Nacional verklaard. Samen met de Fuente de la Salud (16e eeuw) ligt ze in het centrum van de stad. 139 waterspuwers (waaronder die van het bovenste niveau groteske vormen aannemen) bevoorraden 3 telkens lagergelegen wateroppervlakken. Er staan twee gebeeldhouwde groepen in de fontein: op het hoogste niveau vechten een leeuw en een slang met elkaar en op het middelste niveau komen Neptunus en zijn vrouw op hun rijtuig uit het water tevoorschijn.
- Calle del Rio

Deze straat dankt zijn naam aan het feit dat een rivier hier vroeger zijn bedding had. Dat verklaart meteen het bochtige parcours van de straat die naar de Fuente de la Salud en de Fuente del Rey leidt. Langs deze straat liggen heel wat voorname herenhuizen uit de 19e-20e eeuw.
- Kerken 
  - la Asunción werd in 1525 afgewerkt. Het is een bouwwerk in gotische mudejarstijl dat (latere) barokke kenmerken vertoont. Het ligt in de barrio de la Villa en heeft prachtig stucwerk in El Sagrario.
  - la Aurora y San Nicasio, gebouwd op een moskee
  - la Nuestra Señora de las Angustias (rococo)

## Demografische ontwikkeling
Bron: INE; 1857-2011: volkstellingen
Opm.: In 1857 werden Almedinilla en Fuente Tójar zelfstandige gemeenten

## Economie
De economie is hoofdzakelijk agrarisch en voornamelijk gericht op de productie van olijfolie. Daarnaast worden er ook amandelen en kweeperen gekweekt. Verder bestaat er nog in geringe mate textielproductie.

## Geboren
- Niceto Alcalá-Zamora (1877-1949), politicus en minister-president van de Tweede Spaanse Republiek

## Galerij

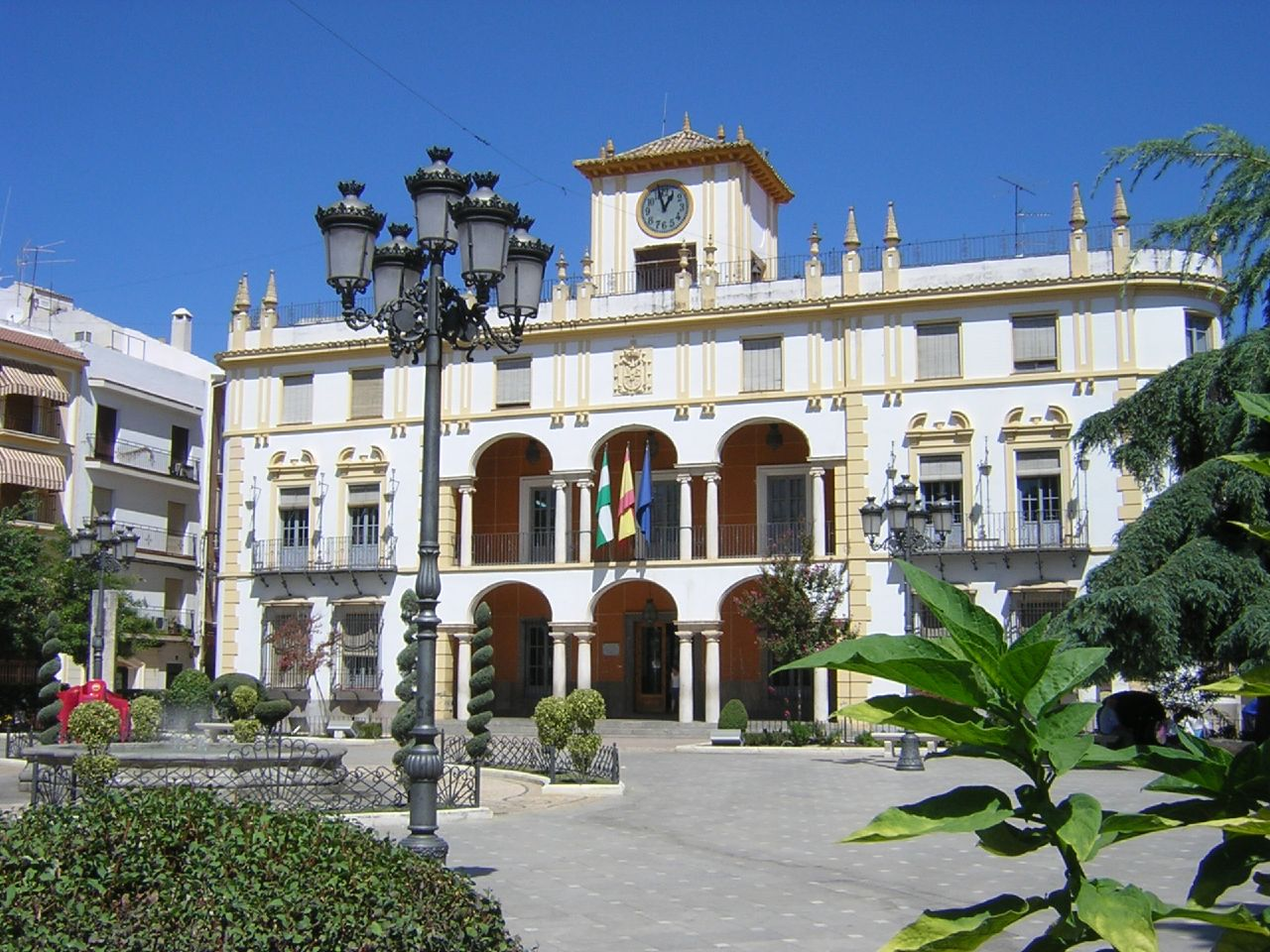
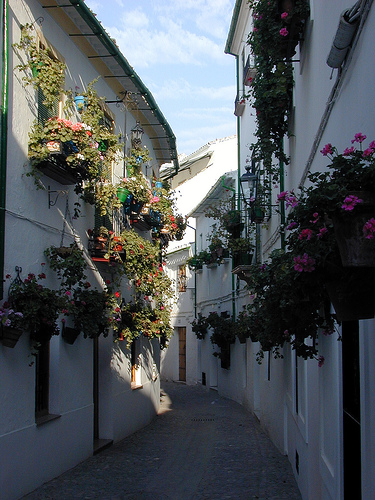
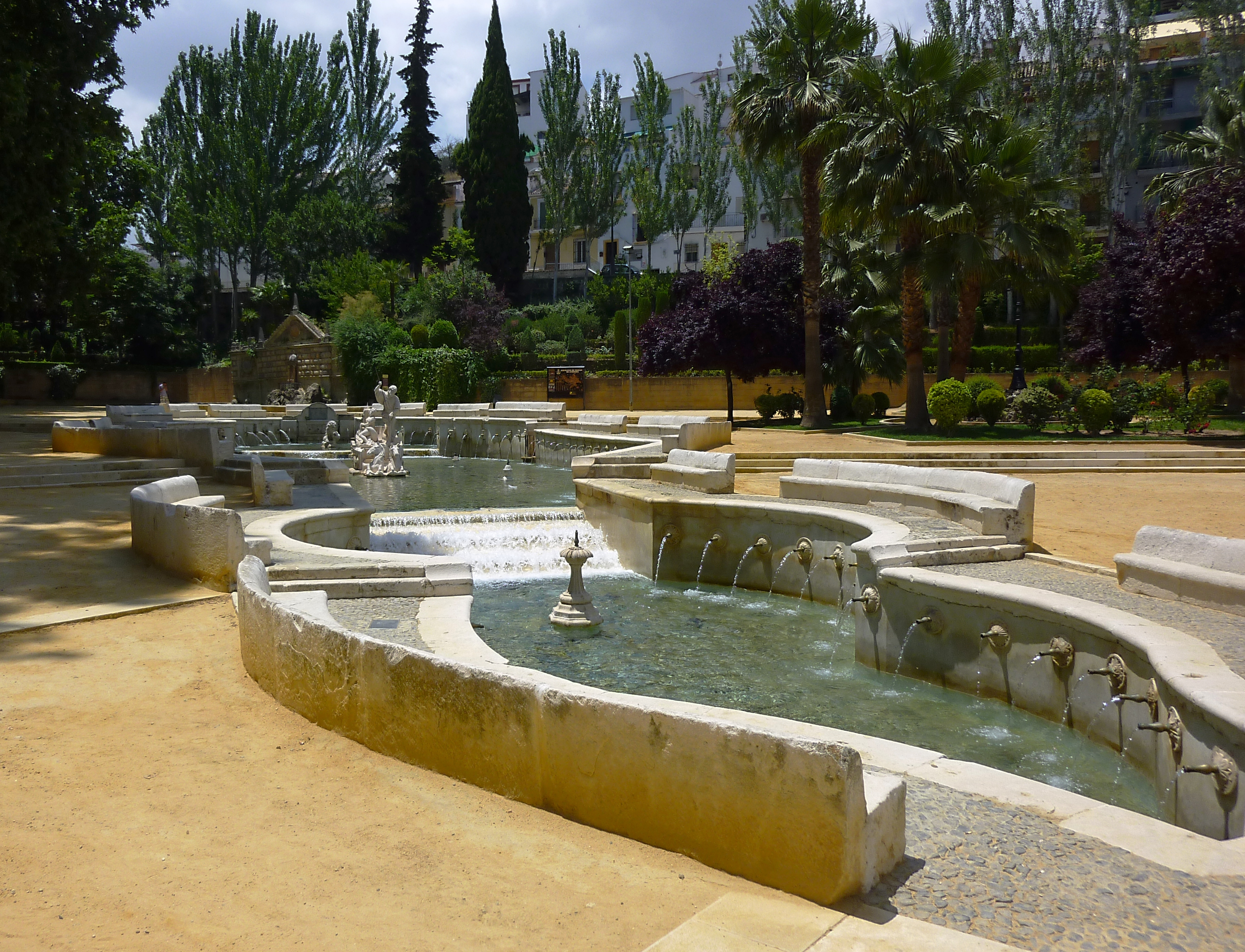
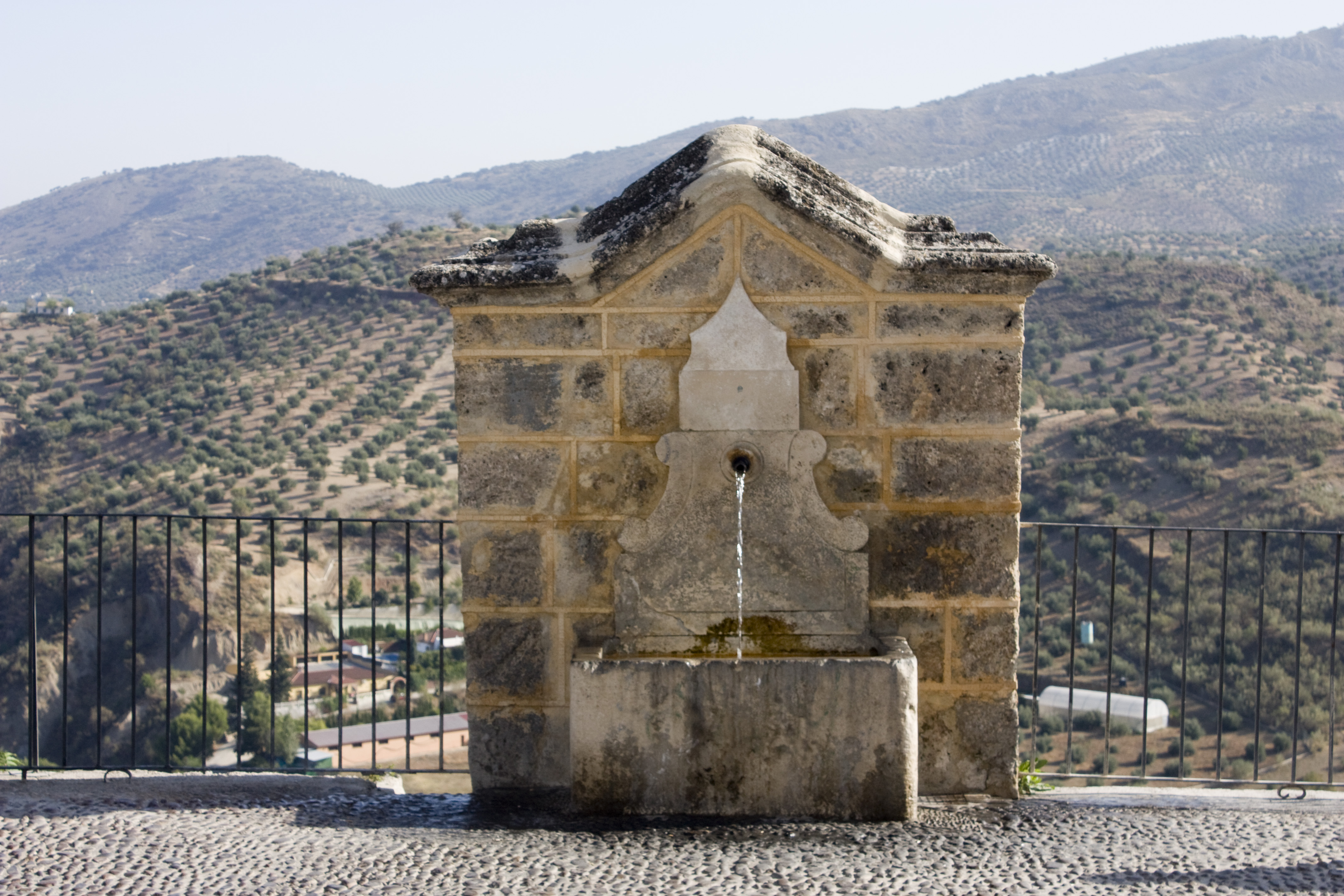